# Lucy Quintero
Lucía Trejos Quintero (Parita, Herrera; 4 de marzo de 1948-Aguadulce, Coclé; 1 de febrero de 2023), conocida artísticamente como Lucy Quintero, fue una cantante folclórica panameña conocida por haber sido la vocalista del conjunto típico Plumas Negras de Victorio Vergara.

## Carrera musical
Quintero nació en Parita el 4 de marzo de 1948. Su pasión por la música empezó desde muy pequeña, iniciando sus presentaciones con el trovador José Vergara. Luego, en 1958, con apenas diez años, se unió al conjunto de Mochi González en Mariato, Veraguas. También cantó al lado del hermano de Victorio Vergara, Justo. Pasó por muchos conjuntos como vocalista, entre los que destacan los encabezados por Ceferino Nieto y también el conjunto de su hermano Chalino Nieto con quien en 1968 grabase los exitosos sencillos "Maria José", "Josefa Matias", "La Tulivieja", "Quien me va querer" y "Era mas fea que yo". Trabajó y graba también discos con Osvaldo Ayala y Teresín Jaén.
En enero de 1972, se unió oficialmente como vocalista al conjunto Plumas Negras con Victorio Vergara, y permaneció allí hasta 1993, cuando hizo pausa a su carrera como vocalista en el conjunto debido a una cirugía de amígdalas, y en ese período entró Gilda Cárdenas a reemplazarla, marcando un antes y después en la música típica popular panameña antes de la muerte de Vergara.
Quintero murió el 1 de febrero de 2023 a los 74 años debido a complicaciones después de una cirugía que se realizó por un infarto que sufrió en diciembre de 2022.